# Eliminatórias da Copa do Mundo FIFA de 2022 – CAF (primeira fase)
Esta página apresenta os resultados das partidas da primeira fase das eliminatórias africanas (CAF) para a Copa do Mundo FIFA de 2022.

## Formato
A primeira fase consiste em 14 confrontos de ida e volta entre as 28 piores seleções ranqueadas. 

## Sorteio
O sorteio para primeira fase ocorreu em 29 de julho de 2019, no Cairo, Egito. As seleções foram divididas nos potes na seguinte forma baseado no Ranking da FIFA de julho de 2019.
Nota: Seleções marcadas em negrito se classificaram para a segunda fase.
| Pote 1 | Pote 2 |
| --- | --- |
| 1. Zimbabwe (112) 2. Serra Leoa (114) 3. Moçambique (116) 4. Namíbia (121) 5. Angola (122) 6. Guiné-Bissau (123) 7. Malawi (126) 8. Togo (128) 9. Sudão (129) 10. Ruanda (133) 11. Tanzânia (137) 12. Guiné Equatorial (139) 13. Essuatíni (139) 14. Lesoto (144) | 1. Comores (146) 2. Botsuana (147) 3. Burundi (148) 4. Etiópia (150) 5. Libéria (152) 6. Maurícia (157) 7. Gâmbia (161) 8. Sudão do Sul (169) 9. Chade (175) 10. São Tomé e Príncipe (185) 11. Seicheles (192) 12. Djibouti (195) 13. Somália (202) 14. Eritreia (202) |

## Partidas
| Equipe 1            | Total       | Equipe 2         | 1.º jogo | 2.º jogo  |
| ------------------- | ----------- | ---------------- | -------- | --------- |
| Etiópia             | 1–1 (gf)    | Lesoto           | 0–0      | 1–1       |
| Somália             | 2–3         | Zimbabwe         | 1–0      | 1–3       |
| Eritreia            | 1–4         | Namíbia          | 1–2      | 0–2       |
| Burundi             | 2–2 (0–3 p) | Tanzânia         | 1–1      | 1–1 (pro) |
| Djibouti            | 2–1         | Essuatíni        | 2–1      | 0–0       |
| Botsuana            | 0–1         | Malawi           | 0–0      | 0–1       |
| Gâmbia              | 1–3         | Angola           | 0–1      | 1–2       |
| Libéria             | 3–2         | Serra Leoa       | 3–1      | 0–1       |
| Maurícia            | 0–3         | Moçambique       | 0–1      | 0–2       |
| São Tomé e Príncipe | 1–3         | Guiné-Bissau     | 0–1      | 1–2       |
| Sudão do Sul        | 1–2         | Guiné Equatorial | 1–1      | 0–1       |
| Comores             | 1–3         | Togo             | 1–1      | 0–2       |
| Chade               | 1–3         | Sudão            | 1–3      | 0–0       |
| Seicheles           | 0–10        | Ruanda           | 0–3      | 0–7       |

| 4 de setembro de 2019 | Etiópia | 0 – 0     | Lesoto | Estádio Bahir Dar, Bahir Dar |
| 16:00 (UTC+3)         |         | Relatório |        | Árbitro: EGY Mohamed Maarouf |

| 8 de setembro de 2019 | Lesoto         | 1 – 1     | Etiópia              | Estádio Setsoto, Maseru                      |
| 15:00 (UTC+2)         | Seturumane 56' | Relatório | Lerotholi 50' (g.c.) | Público: 10 000 Árbitro: CGO Messie Nkounkou |

1–1 no placar agregado. Etiópia venceu pela regra do gol fora de casa.
| 5 de setembro de 2019 | Somália      | 1 – 0     | Zimbabwe | Estádio El Hadj Hassan Gouled Aptidon, Djibouti, (Djibouti) |
| 18:00 (UTC+3)         | Shakunda 86' | Relatório |          | Público: 4 000 Árbitro: CHA Pousri Alfred                   |

| 10 de setembro de 2019 | Zimbabwe                                 | 3 – 1     | Somália     | Estádio Nacional, Harare           |
| 15:00 (UTC+2)          | Munetsi 77' · Muskwe 86' · Billiat 90+2' | Relatório | Mohamed 85' | Árbitro: MAD Andofetra Rakotojaona |

Zimbabwe venceu por 3–2 no placar agregado.
| 4 de setembro de 2019 | Eritreia     | 1 – 2     | Namíbia                           | Estádio Denden, Asmara      |
| 16:00 (UTC+3)         | Sulieman 65' | Relatório | Shalulile 50' · Tesfay 58' (g.c.) | Árbitro: NIG Mohamed Moussa |

| 10 de setembro de 2019 | Namíbia                        | 2 – 0     | Eritreia | Estádio Sam Nujoma, Vinduque |
| 19:00 (UTC+2)          | Iimbondi 25' · Shalulile 90+2' | Relatório |          | Árbitro: CIV Roland Danon    |

Namíbia venceu por 4–1 no placar agregado.
| 4 de setembro de 2019 | Burundi    | 1 – 1     | Tanzânia  | Estádio Príncipe Louis Rwagasore, Bujumbura |
| 15:00 (UTC+2)         | Amissi 81' | Relatório | Msuva 85' | Árbitro: TOG Kokou Ntalé                    |

| 8 de setembro de 2019 | Tanzânia    | 1 – 1 (pro) | Burundi           | Estádio Nacional, Dar es Salaam |
| 16:00 (UTC+3)         | Samatta 29' | Relatório   | Abdul Razak 45+2' | Árbitro: ZIM Norman Matemera    |

|                  |       | Penalidades                |  |
| Nyoni Mao Kamagi | 3 – 0 | Ngandu Berahino Bigirimana |  |

2–2 no placar agregado. Tanzânia venceu na disputa por pênaltis.
| 4 de setembro de 2019 | Djibouti                        | 2 – 1     | Essuatíni | Estádio El Hadj Hassan Gouled Aptidon, Djibouti |
| 18:00 (UTC+3)         | Mahabeh 45+4' (pen) · Hamza 74' | Relatório | Mamba 56' | Público: 10 000 Árbitro: TUN Slim Belkhouas     |

| 10 de setembro de 2019 | Essuatíni | 0 – 0     | Djibouti | Centro Esportivo Mavuso, Manzini         |
| 15:00 (UTC+2)          |           | Relatório |          | Público: 2 000 Árbitro: MTN Beida Dahane |

Djibouti venceu por 2–1 no placar agregado.
| 7 de setembro de 2019 | Botsuana | 0 – 0     | Malawi | Estádio Francistown, Francistown           |
| 16:00 (UTC+2)         |          | Relatório |        | Público: 9 000 Árbitro: KEN Anthony Ogwayo |

| 10 de setembro de 2019 | Malawi          | 1 – 0     | Botsuana | Estádio Kamuzu, Blantire                     |
| 15:00 (UTC+2)          | Phiri 81' (pen) | Relatório |          | Público: 10 000 Árbitro: DJI Souleiman Djama |

Malawi venceu por 1–0 no placar agregado.
| 6 de setembro de 2019 | Gâmbia | 0 – 1     | Angola    | Estádio Independência, Bakau                 |
| 17:00 (UTC+0)         |        | Relatório | Carmo 31' | Público: 24 000 Árbitro: NGA Quadri Adebimpe |

| 10 de setembro de 2019 | Angola                  | 2 – 1     | Gâmbia     | Estádio Nacional 11 de Novembro, Luanda |
| 16:00 (UTC+1)          | Geraldo 41' · Abreu 68' | Relatório | Ceesay 65' | Árbitro: CTA Jean-Marc Ganamandji       |

Angola venceu por 3–1 no placar agregado.
| 4 de setembro de 2019 | Libéria                                             | 3 – 1     | Serra Leoa | Complexo Esportivo Samuel Kanyon Doe, Painesville |
| 18:00 (UTC+0)         | Tisdell 18' (pen) · Sangare 82' (pen) · Johnson 89' | Relatório | Quee 56'   | Público: 25 000 Árbitro: BEN Louis Houngnandande  |

| 8 de setembro de 2019 | Serra Leoa    | 1 – 0     | Libéria | Estádio Nacional, Freetown                 |
| 16:30 (UTC+0)         | K. Kamara 55' | Relatório |         | Público: 30 000 Árbitro: BFA Jean Ouattara |

Libéria venceu por 3–2 no placar agregado.
| 4 de setembro de 2019 | Maurícia | 0 – 1     | Moçambique  | Estádio Anjalay, Belle Vue Harel |
| 18:30 (UTC+4)         |          | Relatório | Telinho 10' | Árbitro: BDI Georges Gatogato    |

| 10 de setembro de 2019 | Moçambique                   | 2 – 0     | Maurícia | Estádio do Zimpeto, Maputo |
| 16:00 (UTC+2)          | Clésio 6' · Catamo 77' (pen) | Relatório |          | Árbitro: UGA Brian Miiro   |

Moçambique venceu por 3–0 no placar agregado.
| 4 de setembro de 2019 | São Tomé e Príncipe | 0 – 1     | Guiné-Bissau   | Estádio Nacional 12 de Julho, São Tomé |
| 15:30 (UTC+0)         |                     | Relatório | Nanu 85' (pen) | Árbitro: ANG João Goma                 |

| 10 de setembro de 2019 | Guiné-Bissau    | 2 – 1     | São Tomé e Príncipe | Estádio Nacional 24 de Setembro, Bissau     |
| 16:30 (UTC+0)          | Mendes 66', 77' | Relatório | Iniesta 11'         | Público: 14 500 Árbitro: SLE Daudu Williams |

Guiné-Bissau venceu por 3–1 no placar agregado.
| 4 de setembro de 2019 | Sudão do Sul    | 1 – 1     | Guiné Equatorial | Estádio Al-Hilal, Ondurmã (Sudão)  |
| 16:00 (UTC+2)         | Kata 75' (g.c.) | Relatório | Meseguer 35'     | Árbitro: LBY Abdulwahid Huraywidah |

| 8 de setembro de 2019 | Guiné Equatorial | 1 – 0     | Sudão do Sul | Nuevo Estadio de Malabo, Malabo |
| 17:00 (UTC+1)         | Nsue 72'         | Relatório |              | Árbitro: SDN Mahmood Ali Ismail |

Guiné Equatorial venceu por 2–1 no placar agregado.
| 6 de setembro de 2019 | Comores     | 1 – 1     | Togo     | Stade de Moroni, Moroni                |
| 15:00 (UTC+3)         | Djoudja 49' | Relatório | Laba 34' | Público: 6 200 Árbitro: TAN Hery Sasii |

| 10 de setembro de 2019 | Togo                           | 2 – 0     | Comores | Stade de Kégué, Lomé                      |
| 16:00 (UTC+0)          | M'Dahoma 10' (g.c.) · Sunu 71' | Relatório |         | Público: 13 000 Árbitro: GAB Pierre Atcho |

Togo venceu por 3–1 no placar agregado.
| 5 de setembro de 2019 | Chade                | 1 – 3     | Sudão              | Stade Omnisports Idriss Mahamat Ouya, Jamena |
| 15:30 (UTC+1)         | N'Douassel 85' (pen) | Relatório | Agab 13', 67', 74' | Árbitro: GUI Bangaly Konaté                  |

| 10 de setembro de 2019 | Sudão | 0 – 0     | Chade | Estádio Al-Merrikh, Ondurmã |
| 19:00 (UTC+2)          |       | Relatório |       | Árbitro: SEY Nelson Fred    |

Sudão venceu por 3–1 no placar agregado.
| 5 de setembro de 2019 | Seicheles | 0 – 3     | Ruanda                                    | Stade Linité, Vitória                     |
| 16:00 (UTC+4)         |           | Relatório | Hakizimana 32' · Mukunzi 36' · Kagere 80' | Público: 1 300 Árbitro: ETH Belay Tadesse |

| 10 de setembro de 2019 | Ruanda                                                                             | 7 – 0     | Seicheles | Estádio Regional de Nyamirambo, Quigali  |
| 18:00 (UTC+2)          | Bizimana 16' · Kagere 27', 51' · Tuyisenge 29', 34' · Mukunzi 57' · Hakizimana 79' | Relatório |           | Público: 6 000 Árbitro: ERI Tsegay Mogos |

Ruanda venceu por 10–0 no placar agregado.